# José Maria do Vale
José Maria do Vale (Porto, 23 de setembro de 1807 — Desterro, 5 de março de 1870) foi um político luso-brasileiro.

## Biografia
Filho de Francisco do Vale e de Isabel Luísa Maria do Vale. Casou com Tomásia da Luz, pais de, entre outros, Maria José do Vale, casada com Sérgio Lopes Falcão, José Maria do Vale Júnior, Amélia, casada com Cândido Alfredo de Amorim Caldas, Carolina, casada com Joaquim da Silva Ramalho.
Foi deputado à Assembleia Legislativa Provincial de Santa Catarina na 6ª legislatura (1846 — 1847), na 9ª legislatura (1852 — 1853), como suplente convocado, na 10ª legislatura (1854 — 1855), na 11ª legislatura (1856 — 1857), na 12ª legislatura (1858 — 1859), e na 15ª legislatura (1864 — 1865).
Foi cavaleiro da Imperial Ordem de Cristo (1845) e oficial da Imperial Ordem da Rosa (1854).